# Ennio Zelioli-Lanzini
Ennio Zelioli-Lanzini (San Giovanni in Croce, 8 febbraio 1899 – Cremona, 8 febbraio 1976) è stato un avvocato e politico italiano.
Fu presidente del Senato della Repubblica dall'8 novembre 1967 al 4 giugno 1968, durante la IV legislatura.
Fece parte di quel gruppo di cattolici democratici che costituirono la transizione fra il Partito Popolare e la Democrazia Cristiana.

## Biografia
Trascorse l'infanzia e parte dell'adolescenza a Bobbio, dove il padre Francesco era maestro elementare. Nel 1913 entrò a far parte delle associazioni giovanili cattoliche e nel 1914 ottenne la sua prima Presidenza in un circolo giovanile.
Dopo la morte del padre si trasferì a Cremona, dove venne a contatto con un mondo cattolico aperto e capace di affrontare un dialogo con la società civile e laica e dove si impegnò nei problemi sociali, con una particolare attenzione alle condizioni dei lavoratori dei campi che, nella Pianura Padana, erano in grande miseria. Cattolici e socialisti erano così schierati sullo stesso fronte, pur mantenendo ciascuno la propria identità. Erano quelli i tempi in cui le “leghe bianche” e le “leghe rosse” si trovavano unite nella battaglia a favore dei contadini, anche se divise sul terreno ideologico e politico. Zelioli-Lanzini, cattolico convinto, trovò nell'allora vescovo di Cremona, mons. Giovanni Cazzani, un sicuro punto di stimolo e di riferimento per la notevole apertura mentale e la capacità di comprensione dei problemi sociali.
La grande guerra interruppe quelle esperienze e Zelioli-Lanzini vi partecipò in qualità di ufficiale dell'esercito, riportando anche una medaglia di bronzo ed una croce di guerra al valor militare.
Dopo la fine delle ostilità, nel 1921, convittore del Collegio Ghislieri, si laureò in giurisprudenza presso l'Università di Pavia e riprese la sua attività politica nelle file del Partito Popolare. La sua fede nei valori dell'uomo lo portò a schierarsi contro il movimento fascista che a Cremona aveva in Roberto Farinacci uno degli esponenti più aggressivi. Anche dopo il 1922, quando i fascisti avevano già preso il potere, Zelioli-Lanzini non cessò mai di ribadire, sui giornali cattolici, l'inconciliabilità fra il fascismo e il messaggio evangelico.
Durante il fascismo, esclusa ogni possibile attività politica, Zelioli-Lanzini si dedicò alla sua professione di avvocato, mantenendo sempre stretti contatti con l'associazionismo cattolico, tanto che, già presidente della federazione giovanile cattolica della provincia di Cremona dal 1920, nel 1927 divenne presidente del consiglio lombardo della Gioventù Cattolica, nel 1928 presidente della giunta diocesana, nel 1931 vicepresidente nazionale della FUCI e nel 1943 del Movimento dei Laureati Cattolici.
Dopo l'8 settembre 1943 entrò a far parte del Comitato di Liberazione Nazionale della Lombardia e fu tra gli organizzatori, a Cremona, del movimento di resistenza antifascista; per questa sua attività, nel 1944, fu anche arrestato dalla polizia fascista. Nel 1945, nelle convulse giornate che seguirono il 25 aprile, il figlio Bernardino fu ucciso in combattimento dalle forze armate tedesche in ritirata.
Nell'agosto 1945 fu tra i fondatori delle ACLI cremonesi, di cui divenne il primo presidente; sul piano strettamente politico divenne subito un rappresentante di spicco della Democrazia Cristiana, per conto della quale, su designazione del CNL di Cremona, fu nominato presidente della provincia.

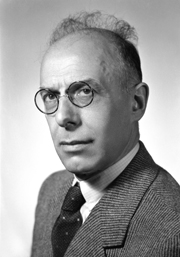
Zelioli-Lanzini nel 1948

Nel 1948 fu eletto senatore, sempre per la Democrazia Cristiana, nel II collegio di Crema, entrò nel comitato direttivo e successivamente divenne segretario del gruppo democristiano del Senato. Fu rieletto senatore, sempre nel collegio di Crema, per altre 4 legislature. Dal 1955 al 1957 fu sottosegretario alla presidenza del Consiglio nel Governo Segni I e nel 1960 fu eletto vicepresidente del Senato. Dal 10 agosto al 29 dicembre 1964 supplì il presidente del Senato Cesare Merzagora (impossibilitato a svolgere il suo compito in quanto supplente del capo dello Stato) e nel 1967 fu eletto alla seconda carica dello Stato dopo le dimissioni di Merzagora. Come presidente del Senato dimostrò equilibrio e capacità di governare un'assemblea spesso rissosa e difficile.
Nel 1968 fu chiamato dal presidente del Consiglio Giovanni Leone a ricoprire la carica di ministro della Sanità.
Nel 1972 decise di non ripresentarsi alle elezioni politiche ritenendo di dover lasciare spazio a persone più giovani ed emergenti, dimostrando il suo disinteresse personale e il suo spirito di servizio. Mantenne solamente la presidenza nazionale della Lega Italiana per la lotta contro i Tumori (LILT), dal 1972 al 1976, e dell'Istituto Europeo di Cancerologia, dal 1974 al 1976. A Cremona fu presidente dell'Ente Fiera, che aveva contribuito a fondare e potenziare.
Morì improvvisamente nella propria abitazione nel 1976, proprio nel giorno del suo 77º compleanno.